# Wüstenschlette

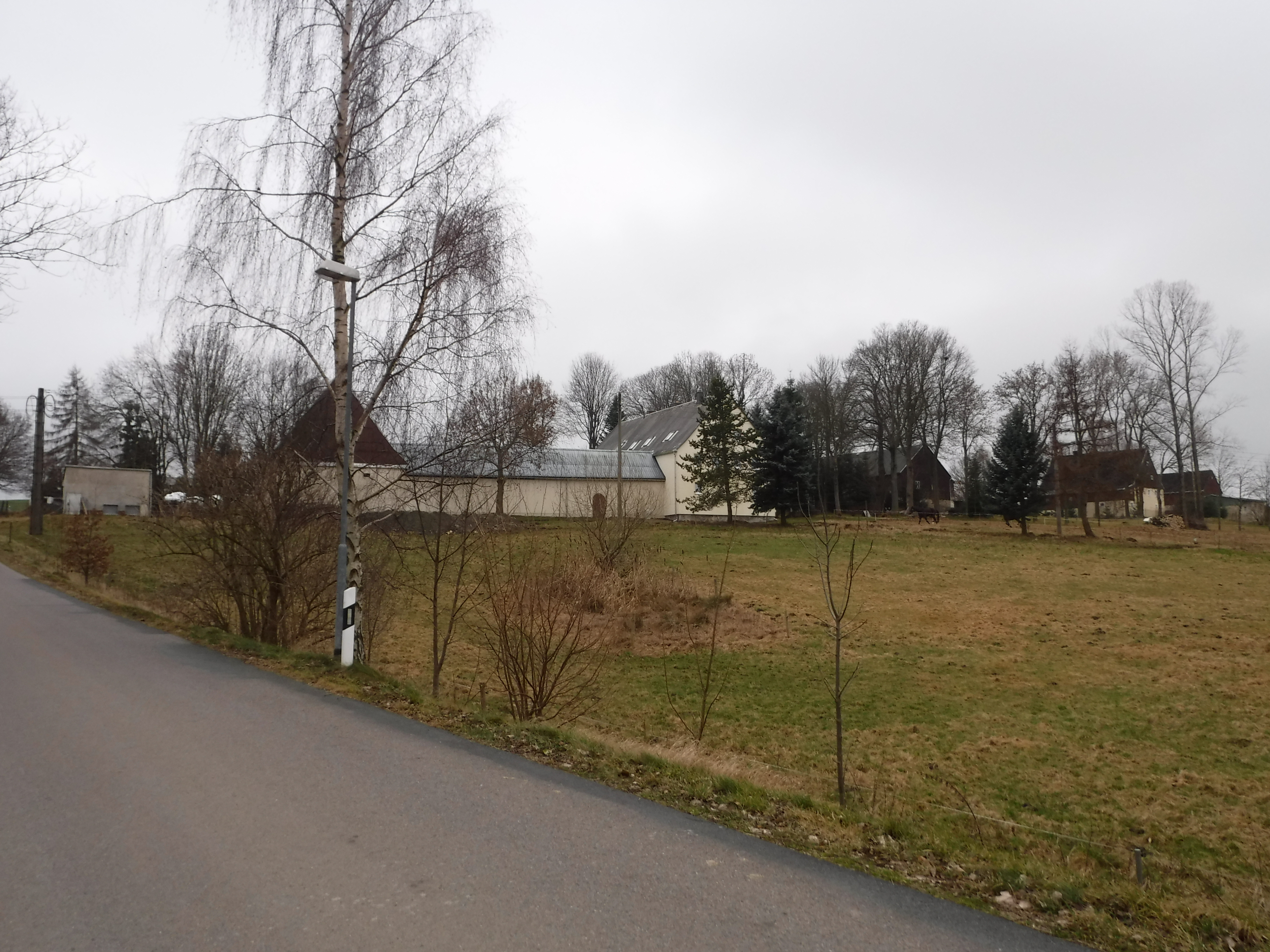
Häuser im Bereich Wüstenschlette 555

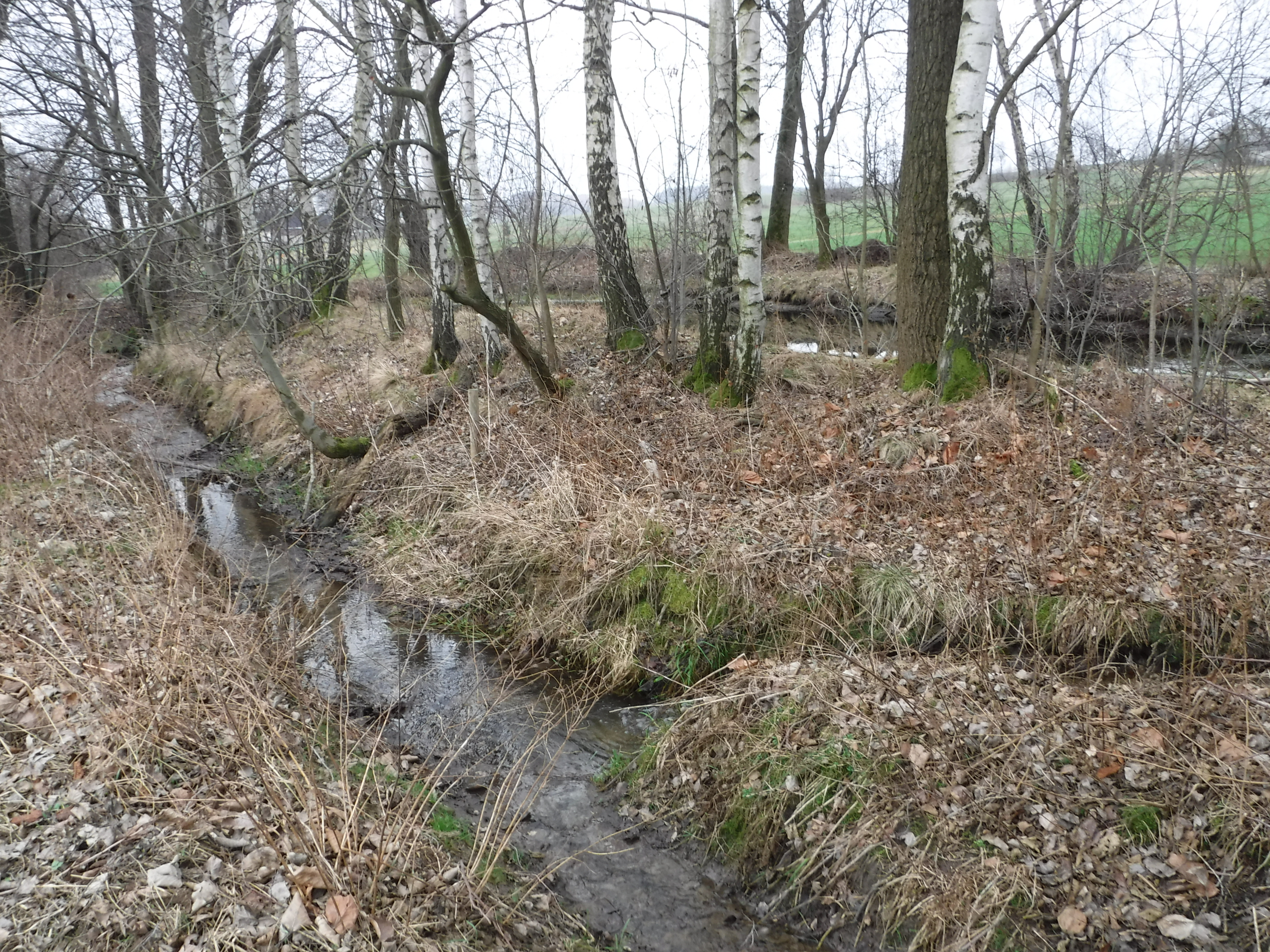
Schlettenbach in Wüstenschlette

Wüstenschlette ist ein Ortsteil der sächsischen Stadt Marienberg im Erzgebirgskreis. Die Häusergruppe liegt etwa 2,5 Kilometer südwestlich des Stadtzentrums, im Quellgebiet des Schlettenbachs.

## Geschichte
Am heutigen Standort der Häusergruppe ist zuerst für 1323 eine Ansiedlung unter der Bezeichnung daz dorf Sletyn oder durff Sletin belegt. Die Fluren reichten von Großrückerswalde im Westen bis zur Einmündung der Roten in die Schwarze Pockau im Osten und umschlossen das Gebiet der 1521 gegründeten Bergstadt Marienberg vollständig. Für 1484 ist es erstmals als Wüstung vermerkt. 1519 wurden im Hüttengrund erste Silbervorkommen entdeckt, woraufhin Kurfürst Friedrich der Weise die Fluren der wuste Slettenn im gleichen Jahr zur Ansiedlung für Bergleute freigab.
In den Fluren der ersten Ansiedlung wurde eine Glashütte betrieben. Der früheste bekannte Hinweis darauf datiert aus einer Urkunde von 1386, in welcher die Glashutte neben den Orten Großrückerswalde, Mildenau und Jöhstadt aufgeführt wird. Nahe dem Rätzteich südlich von Gelobtland wurden Bruchstücke von Glashäfen aufgefunden, welche auf eine frühe Wanderhütte schließen lassen. Datiert auf den 3. Dezember 1486 wurde Barthol Preußler mit der 1386 genannten Glashütte durch den Wolkensteiner Amtmann belehnt.
Die Häusergruppe wurde 1533 der Gerichtsbarkeit der Stadt unterstellt. Das nach 1519 wiederbesiedelte Areal – 1521 bezeichnet man den Ort als zue Schletten – betreffend nennt Albert Schiffner im „Handbuch der Geographie, Statistik und Topographie des Königreichs Sachsen“ 1839 u. a.:

„[…] denht sich am Walde nach Rückerwalde hinauf, stößt jedoch mit der Schlettenmühle an die Prager Strasse, hat wenig Feld, und treibt meist Bergbau und Klöppelei.“

Ferner nennt Schiffner für das Jahr 1837 11 Hufen Land und 71 Einwohner, 1875 sind es 132 Einwohner.
Seit 1996 ist Wüstenschlette ein Gemeindeteil der Stadt Marienberg, zuvor war es Ortsteil.